# 內本鹿
內本鹿（布農語：Laipunuk）通指內本鹿山附近；位置大約為臺東縣延平鄉紅葉鹿野溪上游、卑南上圳以東三角錐狀山頭一帶。當地曾是布農族部落所在。
由於地處偏僻人煙罕至，曾有布農族人在此處發現台灣黑熊活動。 

## 連結
- 內本鹿pasnanavan的Facebook專頁
- 內本鹿Pasnanavan （页面存档备份，存于）